# Leptophyllis
Leptophyllis J. Agardh, 1876  é o nome botânico de um gênero de algas vermelhas pluricelulares da família Bonnemaisoniaceae.

## Espécies
Atualmente 1 espécie é considerada taxonomicamente válida:
- Leptophyllis conferta (R.Brown ex Turner) J. Agardh, 1876